# Leonardo (Vorname)
Leonardo ist eine italienische, portugiesische und spanische Form des männlichen Vornamens Leonhard, mit dem Namenstag 30. März.

## Herkunft und Bedeutung
Die Herkunft des Namens wird aus dem Althochdeutschen abgeleitet, welches den lateinischen Begriff Leo über die Form des Lewo mit dem althochdeutschen harti für fest und stark zu Leonhard verband. Er wird mit „Der wie ein Löwe Starke“ oder „Der für das Volk Starke“ erklärt.
In Italien ist der Vorname Leonardo relativ weit verbreitet. Im Jahr 2016 trat der Name gemessen an Trägern im ganzen Land an 132. Stelle.

## Verwandte Vornamen
- Deutsch: Lienhard
- Englisch: Len, Leonard
- Französisch: Léonard
- Italienisch: Lenardo, Lionardo
- Latein: Leo
- Litauisch: Leonardas
- Schwedisch: Lennart, Lennert
- Ungarisch: Lénárd
- weitere: Lenard, Leon, Linnart

## Namensträger
- Leonardo Antonelli (1730–1811), italienischer Kardinal
- Leonardo Astrada (* 1970), argentinischer Fußballspieler
- Leonardo Balada (* 1933), US-amerikanischer Komponist
- Leonardo Barré (1510–1555), französischer Kapellmeister und Komponist
- Leonardo Bernini (1705–1735), italienischer Teppichweber
- Leonardo Bertagnolli (* 1978), italienischer Radrennfahrer
- Leonardo Boff (* 1938), brasilianischer Theologe
- Leonardo Botallo (1530–1571), italienischer Anatom
- Leonardo Bruni (1369–1444), italienischer Humanist
- Leonardo Campana (* 2000), ecuadorianischer Fußballspieler
- Leonardo Ciampa (* 1971), italienisch-amerikanischer Musiker
- Leonardo Del Vecchio (1935–2022), italienischer Industrieller
- Leonardo DiCaprio (* 1974), US-amerikanischer Schauspieler
- Leonardo Coimbra (1883–1936), portugiesischer Philosoph
- Leonardo Conti (Mediziner) (1900–1945), schweizerisch-deutscher Arzt und Reichsgesundheitsführer
- Leonardo Conti (Eishockeyspieler) (* 1978), deutscher Eishockeytorwart
- Leonardo David (1960–1985), italienischer Skirennläufer
- Leonardo Donà (1536–1612), Doge von Venedig
- Leonardo Dudreville (1885–1975), italienischer Maler
- Leonardo Duque (* 1980), kolumbianischer Radrennfahrer
- Leonardo Ferrulli (1918–1943), italienischer Jagdflieger
- Leonardo Fibonacci (1180–1241), italienischer Mathematiker
- Leonardo Fioravanti (Mediziner) (1518–1588), italienischer Arzt
- Leonardo Fioravanti (Designer) (* 1938), italienischer Automobildesigner
- Leonardo Fioravanti (Surfer) (* 1997), italienischer Surfer
- Leonardo Franco (* 1977), spanischer Fußballspieler, siehe Leo Franco
- Leonardo Giordani (* 1977), italienischer Radrennfahrer
- Leonardo González (Fußballspieler, 1980) (* 1980), costa-ricanischer Fußballspieler
- Leonardo Kirche (* 1985), brasilianischer Tennisspieler
- Leonardo Leo (1694–1744), italienischer Komponist
- Leonardo Loredan (1436–1521), Doge von Venedig
- Leonardo Montenegro (* 1955), chilenischer Fußballspieler
- Leonardo Moser (* 1984), italienischer Radrennfahrer
- Leonardo Piepoli (* 1971), italienischer Radrennfahrer
- Leonardo Pisculichi (* 1984), argentinischer Fußballspieler
- Leonhard von Porto Maurizio (1676–1751), italienischer Franziskaner, Heiliger
- Leonardo Rayo (* 1992), chilenischer Fußballspieler
- Leonardo Sandri (* 1943), argentinischer Theologe und Kurienerzbischof
- Leonardo Santiago (* 1983), brasilianischer Fußballspieler
- Leonardo Scarselli (* 1975), italienischer Radrennfahrer
- Leonardo Sciascia (1921–1989), italienischer Schriftsteller
- Leonardo Ferreira da Silva (* 1980), brasilianischer Fußballspieler
- Leonardo Spinazzola (* 1993), italienischer Fußballspieler
- Leonardo I. Tocco (~1310/1315–1375/1377), Pfalzgraf von Kefalonia
- Leonardo II. Tocco (~1375/1376–1418/1419), Herr von Zante
- Leonardo III. Tocco († ~1495), Pfalzgraf von Kefalonia und Despot von Arta
- Leonardo Velázquez (1935–2004), mexikanischer Komponist und Dirigent
- Leonardo Vinci (1690–1730), italienischer Komponist
- Leonardo da Vinci (1452–1519), italienischer Maler und Wissenschaftler
- Leonardo Nascimento de Araújo (* 1969), brasilianischer Fußballspieler und -trainer
- Giovanni Leonardo da Cutri (1542–1597), italienischer Schachspieler
- Leonardo Padura (* 1955), kubanischer Schriftsteller
- Bruno Leonardo Gelber (* 1941), argentinischer Pianist
- Leonardo Iglesias (* 1979), argentinischer Fußballspieler
- Leonardo de Deus Santos (Dedê; * 1978), deutsch-brasilianischer Fußballspieler
- Leonardo dos Santos Silva (* 1976), brasilianischer Fußballspieler
- Leonardo Bruno dos Santos Silva (* 1980), brasilianischer Fußballspieler